# Simon Fernholm
Simon Fernholm, född 6 mars 1994 i Stockholm, är en svensk professionell ishockeyspelare som spelar för AIK i Hockeyallsvenskan. Hans moderklubb är Huddinge IK.
Simon Fernholm är yngre bror till den före detta professionella ishockeyspelaren Daniel Fernholm.